# Premierzy Nowej Południowej Walii
Premier Nowej Południowej Walii stoi na czele rządu stanowego w australijskim stanie Nowa Południowa Walia. Formalnie powołuje go i odwołuje gubernator Nowej Południowej Walii, jednak w praktyce funkcję tę pełni zawsze stanowy lider partii (lub największej z partii koalicyjnych) posiadającej większość miejsc w Zgromadzeniu Ustawodawczym Nowej Południowej Walii. W przypadku niedyspozycji premiera, jego obowiązki sprawuje Sekretarz Nowej Południowej Walii (jako wicepremier). Zaś w razie opróżnienia urzędu spiker Zgromadzenia. Przed powstaniem Związku Australijskiego w 1901, premier kierował autonomicznym rządem kolonii brytyjskiej. W tradycji politycznej Australii urzędy te stanowią ciągłość prawną.

## Lista premierów
| Nr          | Imię i nazwisko (lata życia)                   | Portret                    | Okres urzędowania    | Okres urzędowania                 | Partia                            | Ministerium                                                       | Parlament                 | Gubernator      |
| ----------- | ---------------------------------------------- | -------------------------- | -------------------- | --------------------------------- | --------------------------------- | ----------------------------------------------------------------- | ------------------------- | --------------- |
| 1           | Stuart Donaldson (1812–1867)                   |                            | 6 czerwca 1856       | 25 sierpnia 1856                  | bezpartyjny                       | Donaldson                                                         | I kadencja (1856–1858)    | William Denison |
| 2           | Charles Cowper (1807–1875)                     |                            | 26 sierpnia 1856     | 2 października 1856               | bezpartyjny                       | Cowper I                                                          | I kadencja (1856–1858)    | William Denison |
| 3           | Henry Parker (1808–1881)                       |                            | 3 października 1856  | 7 września 1857                   | bezpartyjny                       | Parker                                                            | I kadencja (1856–1858)    | William Denison |
| (2) II      | Charles Cowper (1807–1875)                     |                            | 7 września 1857      | 26 października 1859              | bezpartyjny                       | Cowper II                                                         | I kadencja (1856–1858)    | William Denison |
| (2) II      | Charles Cowper (1807–1875)                     | II kadencja (1858–1859)    | 7 września 1857      | 26 października 1859              | bezpartyjny                       | Cowper II                                                         |                           | William Denison |
| 4           | William Forster (1818–1882)                    |                            | 27 października 1859 | 9 marca 1860                      | bezpartyjny                       | Forster                                                           | III kadencja (1859–1860)  | William Denison |
| 5           | John Robertson (1816–1891)                     |                            | 9 marca 1860         | 9 stycznia 1861                   | Klub Reform                       | Robertson I                                                       | IV kadencja (1860–1864)   | William Denison |
| (2) III     | Charles Cowper (1807–1875)                     |                            | 10 stycznia 1861     | 15 października 1863              | Partia Konstytucyjna              | Cowper III                                                        | IV kadencja (1860–1864)   | William Denison |
| (2) III     | Charles Cowper (1807–1875)                     | John Young                 | 10 stycznia 1861     | 15 października 1863              | Partia Konstytucyjna              | Cowper III                                                        | IV kadencja (1860–1864)   |                 |
| 6           | James Martin (1820–1886)                       |                            | 16 października 1863 | 2 lutego 1865                     | Partia Konstytucyjna              | Martin I                                                          | V kadencja (1864–1869)    |                 |
| (2) IV      | Charles Cowper (1807–1875)                     |                            | 3 lutego 1865        | 21 stycznia 1866                  | Partia Konstytucyjna              | Cowper IV                                                         | V kadencja (1864–1869)    |                 |
| (6) II      | James Martin (1820–1886)                       |                            | 22 stycznia 1866     | 26 października 1868              | Partia Konstytucyjna              | Martin II                                                         | V kadencja (1864–1869)    |                 |
| (6) II      | James Martin (1820–1886)                       | Somerset Lowry-Corry       | 22 stycznia 1866     | 26 października 1868              | Partia Konstytucyjna              | Martin II                                                         | V kadencja (1864–1869)    |                 |
| (5) II      | John Robertson (1816–1891)                     |                            | 27 października 1868 | 12 stycznia 1870                  | Klub Reform                       | Robertson II                                                      | V kadencja (1864–1869)    |                 |
| (5) II      | John Robertson (1816–1891)                     | VI kadencja (1869–1872)    | 27 października 1868 | 12 stycznia 1870                  | Klub Reform                       | Robertson II                                                      |                           |                 |
| (2) V       | Charles Cowper (1807–1875)                     |                            | 13 stycznia 1870     | 15 grudnia 1870                   | Partia Konstytucyjna              | Cowper V                                                          |                           |                 |
| (6) III     | James Martin (1820–1886)                       |                            | 16 grudnia 1870      | 13 maja 1872                      | Partia Konstytucyjna              | Martin III                                                        |                           |                 |
| (6) III     | James Martin (1820–1886)                       | Hercules Robinson          | 16 grudnia 1870      | 13 maja 1872                      | Partia Konstytucyjna              | Martin III                                                        |                           |                 |
| 7           | Henry Parkes (1815–1896)                       |                            | 14 maja 1872         | 8 lutego 1875                     | Partia Konstytucyjna              | Parkes I                                                          | VII kadencja (1872–1874)  |                 |
| 7           | Henry Parkes (1815–1896)                       | VIII kadencja (1874–1877)  | 14 maja 1872         | 8 lutego 1875                     | Partia Konstytucyjna              | Parkes I                                                          |                           |                 |
| (5) III     | John Robertson (1816–1891)                     |                            | 9 lutego 1875        | 21 marca 1877                     | Klub Reform                       | Robertson III                                                     |                           |                 |
| (7) II      | Henry Parkes (1815–1896)                       |                            | 22 marca 1877        | 16 sierpnia 1877                  | Partia Konstytucyjna              | Parkes II                                                         |                           |                 |
| (5) IV      | John Robertson (1816–1891)                     |                            | 17 sierpnia 1877     | 17 grudnia 1877                   | Klub Reform                       | Robertson IV                                                      |                           |                 |
| 8           | James Farnell (1825–1888)                      |                            | 18 grudnia 1877      | 20 grudnia 1878                   | bezpartyjny                       | Farnell                                                           | IX kadencja (1877–1880)   |                 |
| (7) III     | Henry Parkes (1815–1896)                       |                            | 21 grudnia 1878      | 4 stycznia 1883                   | Klub Reform                       | Parkes III                                                        | IX kadencja (1877–1880)   |                 |
| (7) III     | Henry Parkes (1815–1896)                       | X kadencja (1880–1882)     | 21 grudnia 1878      | 4 stycznia 1883                   | Klub Reform                       | Parkes III                                                        |                           |                 |
| 9           | Alexander Stuart (1824–1886)                   |                            | 5 stycznia 1883      | 6 października 1885               | bezpartyjny                       | Stuart                                                            |                           |                 |
| 9           | Alexander Stuart (1824–1886)                   | XI kadencja (1882–1885)    | 5 stycznia 1883      | 6 października 1885               | bezpartyjny                       | Stuart                                                            |                           |                 |
| 10          | George Dibbs (1834–1904)                       |                            | 7 października 1885  | 21 grudnia 1885                   | bezpartyjny                       | Dibbs I                                                           | XII kadencja (1885–1887)  |                 |
| (5) V       | John Robertson (1816–1891)                     |                            | 22 grudnia 1885      | 22 lutego 1886                    | Klub Reform                       | Robertson V                                                       | XII kadencja (1885–1887)  |                 |
| 11          | Patrick Jennings (1831–1897)                   |                            | 26 lutego 1886       | 19 stycznia 1887                  | bezpartyjny                       | Jennings                                                          | XII kadencja (1885–1887)  |                 |
| –           | Edmund Barton (1849–1920) pełniący obowiązki   |                            | 20 stycznia 1887     | 25 stycznia 1887                  | bezpartyjny                       | –                                                                 | XII kadencja (1885–1887)  |                 |
| (7) IV      | Henry Parkes (1815–1896)                       |                            | 25 stycznia 1887     | 16 stycznia 1889                  | Partia Wolnego Handlu             | Parkes IV                                                         | XIII kadencja (1887–1889) |                 |
| (10) II     | George Dibbs (1834–1904)                       |                            | 17 stycznia 1889     | 7 marca 1889                      | Partia Protekcjonistyczna         | Dibbs II                                                          | XIV kadencja (1899–1891)  |                 |
| (7) V       | Henry Parkes (1815–1896)                       |                            | 8 marca 1889         | 23 października 1891              | Partia Wolnego Handlu             | Parkes V                                                          | XIV kadencja (1899–1891)  |                 |
| (10) III    | George Dibbs (1834–1904)                       |                            | 23 października 1891 | 2 sierpnia 1894                   | Partia Protekcjonistyczna         | Dibbs III                                                         | I kadencja (1891–1894)    |                 |
| 12          | George Reid (1845–1918)                        |                            | 3 sierpnia 1894      | 13 września 1899                  | Partia Wolnego Handlu             | Reid                                                              | II kadencja (1894–1895)   |                 |
| 12          | George Reid (1845–1918)                        | III kadencja (1895–1898)   | 3 sierpnia 1894      | 13 września 1899                  | Partia Wolnego Handlu             | Reid                                                              |                           |                 |
| 13          | William Lyne (1844–1913)                       |                            | 14 września 1899     | 27 marca 1901                     | Partia Protekcjonistyczna         | Lyne                                                              | IV kadencja (1898–1901)   |                 |
| 14          | John See (1844–1907)                           |                            | 28 marca 1901        | 14 czerwca 1904                   | Partia Postępowa                  | See                                                               | V kadencja (1901–1904)    |                 |
| 15          | Thomas Waddell (1854–1940)                     |                            | 15 czerwca 1904      | 29 sierpnia 1904                  | Partia Postępowa                  | Waddell                                                           | VI kadencja (1904–1907)   |                 |
| 16          | Joseph Carruthers (1857–1932)                  |                            | 29 sierpnia 1904     | 1 października 1907               | Liberalna Partia Reform           | Carruthers                                                        | VI kadencja (1904–1907)   |                 |
| 17          | Charles Wade (1863–1922)                       |                            | 2 października 1907  | 1 października 1910               | Liberalna Partia Reform           | Wade                                                              | VII kadencja (1907–1910)  |                 |
| –           | William McCourt (1851–1913) pełniący obowiązki |                            | 2 października 1910  | 21 października 1910              | Liberalna Partia Reform           | –                                                                 | VII kadencja (1907–1910)  |                 |
| 18          | James McGowen (1855–1922)                      |                            | 21 października 1910 | 29 czerwca 1913                   | Australijska Partia Pracy         | McGowen                                                           | VIII kadencja (1910–1913) |                 |
| 19          | William Holman (1871–1934)                     |                            | 30 czerwca 1913      | 15 listopada 1916                 | Australijska Partia Pracy         | Holman I                                                          | IX kadencja (1913–1917)   |                 |
| 19          | William Holman (1871–1934)                     | 15 listopada 1916          | 12 kwietnia 1920     | Nacjonalistyczna Partia Australii | Holman II                         |                                                                   | IX kadencja (1913–1917)   |                 |
| 19          | William Holman (1871–1934)                     | 15 listopada 1916          | 12 kwietnia 1920     | Nacjonalistyczna Partia Australii | Holman II                         | X kadencja (1917–1920)                                            |                           |                 |
| 20          | John Storey (1869–1921)                        |                            | 13 kwietnia 1920     | 5 października 1921               | Australijska Partia Pracy         | Storey                                                            |                           |                 |
| 20          | John Storey (1869–1921)                        | XI kadencja (1920–1922)    | 13 kwietnia 1920     | 5 października 1921               | Australijska Partia Pracy         | Storey                                                            |                           |                 |
| 21          | James Thomas Dooley (1877–1950)                |                            | 5 października 1921  | 20 grudnia 1921                   | Australijska Partia Pracy         | Dooley I                                                          |                           |                 |
| 22          | George Warburton Fuller (1861–1940)            |                            | 20 grudnia 1921      | 20 grudnia 1921                   | Nacjonalistyczna Partia Australii | Fuller I                                                          |                           |                 |
| (21) II     | James Thomas Dooley (1877–1950)                |                            | 20 grudnia 1921      | 13 kwietnia 1922                  | Australijska Partia Pracy         | Dooley II                                                         |                           |                 |
| (21) II     | James Thomas Dooley (1877–1950)                | XII kadencja (1922–1925)   | 20 grudnia 1921      | 13 kwietnia 1922                  | Australijska Partia Pracy         | Dooley II                                                         |                           |                 |
| (22) II     | George Warburton Fuller (1861–1940)            |                            | 13 kwietnia 1922     | 17 czerwca 1925                   | Nacjonalistyczna Partia Australii | Fuller II                                                         |                           |                 |
| (22) II     | George Warburton Fuller (1861–1940)            | XIII kadencja (1925–1927)  | 13 kwietnia 1922     | 17 czerwca 1925                   | Nacjonalistyczna Partia Australii | Fuller II                                                         |                           |                 |
| 23          | Jack Lang (1876–1975)                          |                            | 17 czerwca 1925      | 18 października 1927              | Australijska Partia Pracy         | Lang I                                                            |                           |                 |
| 23          | Jack Lang (1876–1975)                          | Lang II                    | 17 czerwca 1925      | 18 października 1927              | Australijska Partia Pracy         | XIV kadencja (1927–1930)                                          |                           |                 |
| 24          | Thomas Bavin (1874–1941)                       |                            | 18 października 1927 | 4 listopada 1930                  | Nacjonalistyczna Partia Australii | XIV kadencja (1927–1930)                                          | Bavin                     |                 |
| 24          | Thomas Bavin (1874–1941)                       | XV kadencja (1930–1932)    | 18 października 1927 | 4 listopada 1930                  | Nacjonalistyczna Partia Australii |                                                                   | Bavin                     |                 |
| (23) II     | Jack Lang (1876–1975)                          |                            | 4 listopada 1930     | 16 maja 1932                      | Australijska Partia Pracy         | Lang III                                                          |                           |                 |
| 25          | Bertram Stevens (1889–1973)                    |                            | 16 maja 1932         | 5 sierpnia 1939                   | Partia Zjednoczonej Australii     | Stevens I                                                         | XVI kadencja (1932–1935)  |                 |
| Stevens II  | Bertram Stevens (1889–1973)                    | XVII kadencja (1935–1938)  | 16 maja 1932         | 5 sierpnia 1939                   | Partia Zjednoczonej Australii     |                                                                   |                           |                 |
| Stevens III | Bertram Stevens (1889–1973)                    | XVIII kadencja (1938–1941) | 16 maja 1932         | 5 sierpnia 1939                   | Partia Zjednoczonej Australii     |                                                                   |                           |                 |
| 26          | Alexander Mair (1889–1969)                     | XVIII kadencja (1938–1941) |                      | 5 sierpnia 1939                   | 16 maja 1941                      | Partia Zjednoczonej Australii                                     | Mair                      |                 |
| 27          | William McKell (1891–1985)                     |                            | 16 maja 1941         | 6 lutego 1947                     | Australijska Partia Pracy         | McKell I                                                          | XIX kadencja (1941–1944)  |                 |
| 27          | William McKell (1891–1985)                     | McKell II                  | 16 maja 1941         | 6 lutego 1947                     | Australijska Partia Pracy         | XX kadencja (1944–1947)                                           |                           |                 |
| 28          | James McGirr (1890–1957)                       |                            | 6 lutego 1947        | 2 kwietnia 1952                   | Australijska Partia Pracy         | McGirr I McGirr II McGirr III                                     | 1947 1950                 |                 |
| 29          | Joseph Cahill (1891–1959)                      |                            | 2 kwietnia 1952      | 22 października 1959              | Australijska Partia Pracy         | Cahill I Cahill II Cahill III Cahill IV                           | 1953 1956 1959            |                 |
| 30          | Bob Heffron (1890–1978)                        |                            | 23 października 1959 | 30 kwietnia 1964                  | Australijska Partia Pracy         | Heffron I Heffron II                                              | 1962                      |                 |
| 31          | Jack Renshaw (1909–1987)                       |                            | 30 kwietnia 1964     | 13 maja 1965                      | Australijska Partia Pracy         | Renshaw                                                           | 1965                      |                 |
| 32          | Robert Askin (1907–1981)                       |                            | 13 maja 1965         | 3 stycznia 1975                   | Liberalna Partia Australii        | Askin I Askin II Askin III Askin IV Askin V Askin VI              | 1965 1968 1971 1973       |                 |
| 33          | Tom Lewis (1922–2016)                          |                            | 3 stycznia 1965      | 23 stycznia 1976                  | Liberalna Partia Australii        | Lewis I Lewis II                                                  | –                         |                 |
| 34          | Eric Willis (1922–1999)                        |                            | 23 stycznia 1976     | 14 maja 1976                      | Liberalna Partia Australii        | Willis                                                            | 1976                      |                 |
| 35          | Neville Wran (1926–2014)                       |                            | 14 maja 1976         | 4 lipca 1986                      | Australijska Partia Pracy         | Wran I Wran II Wran III Wran IV Wran V Wran VI Wran VII Wran VIII | 1976 1981 1984            |                 |
| 36          | Barrie Unsworth (1934–)                        |                            | 4 lipca 1986         | 25 marca 1988                     | Australijska Partia Pracy         | Unsworth                                                          | 1988                      |                 |
| 37          | Nick Greiner (1947–)                           |                            | 25 marca 1988        | 24 stycznia 1922                  | Liberalna Partia Australii        | Greiner I Greiner II                                              | 1988 1991                 |                 |
| 38          | John Joseph Fahey (1945–)                      |                            | 24 czerwca 1992      | 4 kwietnia 1995                   | Liberalna Partia Australii        | Fahey I Fahey II Fahey III                                        | 1995                      |                 |
| 39          | Bob Carr (1947–)                               |                            | 4 kwietnia 1995      | 3 sierpnia 2005                   | Australijska Partia Pracy         | Carr I Carr II Carr III Carr IV                                   | 1995 1999 2003            |                 |
| 40          | Morris Iemma (1961–)                           |                            | 3 sierpnia 2005      | 5 sierpnia 2008                   | Australijska Partia Pracy         | Iemma I Iemma II                                                  | 2007                      |                 |
| 41          | Nathan Rees (1968–)                            |                            | 5 września 2008      | 4 grudnia 2009                    | Australijska Partia Pracy         | Rees                                                              | –                         |                 |
| 42          | Kristina Keneally (1968–)                      |                            | 4 grudnia 2009       | 28 marca 2011                     | Australijska Partia Pracy         | Keneally                                                          | 2011                      |                 |
| 43          | Barry O’Farrell (1959–)                        |                            | 28 marca 2011        | 17 kwietnia 2014                  | Liberalna Partia Australii        | O’Farrell                                                         | 2011                      |                 |
| 44          | Mike Baird (1968–)                             |                            | 17 kwietnia 2014     | 23 stycznia 2017                  | Liberalna Partia Australii        | Baird I Baird II                                                  | 2015                      |                 |
| 45          | Gladys Berejiklian (1970–)                     |                            | 23 stycznia 2017     | 5 października 2021               | Liberalna Partia Australii        | Berejiklian I Berejiklian II                                      | 2019                      |                 |
| 46          | Dominic Perrottet (1982–)                      |                            | 5 października 2021  | –                                 | Liberalna Partia Australii        | Perrottet I                                                       | –                         |                 |